# گرمابه آشنستان
گرمابه آشنستان مربوط به دوره قاجار است و در شهرستان قزوین، بخش مرکزی، روستای آشنستان واقع شده و این اثر در تاریخ ۱۱ مرداد ۱۳۸۴ با شمارهٔ ثبت ۱۲۵۸۹ به‌عنوان یکی از آثار ملی ایران به ثبت رسیده است.